# Château des Cornes d'Urfé
Le château des Cornes d'Urfé est une forteresse médiévale bâtie sur un promontoire naturel de roche volcanique entre le XIIe siècle et le XVIe siècle, actuellement dans la commune de Champoly (Loire). Il s'agit du cœur des possessions de la famille des seigneurs d'Urfé. Au XVIIIe siècle, le château est vendu une première fois puis une seconde fois en 1781 à Durand-Antoine de Meaux, guillotiné en 1793 lors de la Révolution. Le site est pillé et sert ensuite de carrière de pierres jusqu'au retour des héritiers légitimes. Le château est restauré à partir de 1914 mais reste dégradé à causse des intempéries et du vandalisme. En 1946 le château est dans le site inscrit[Où ?] « Cornes d’Urfé et abords ». Depuis 1979, une association s'occupe de la restauration du site.

## Contexte et fondation du premier château
Le château apparait lors de la naissance du comté de Forez qui s'étend du Xe au XIIe siècle. Il ne s'agit pas encore d'une réelle entité politique. Le territoire fait alors partie intégrante du comté de Lyon qui se déploie de la Saône aux monts du Forez. Il s'agit d'une région frontalière dont les limites sont mal défini et que se disputent le Saint-Empire romain germanique et le Royaume de France. Le premier comte de Forez apparaît est Artaud IV de Forez, qualifié comme tel vers 1078. Néanmoins, la région de Forez reste rattachée à l'archidiocèse de Lyon où l'archevêque Humbert de Lyon, avec l'assentiment du pape Grégoire VII, affirme son autorité dans le domaine à la fois spirituel et temporel, renforcée par le Dictatus papæ publié en 1075,.
Durant le premier tiers du XIIe siècle, le château est bâti sur un promontoire naturel à 927 mètres d'altitude, alors que le point culminant des environs (952 mètres d'altitude) est un peu plus au sud,. Le premier château primitif est construit par Arnoul Raybe avec l'appuie de Guichard III de Beaujeu. La famille Raybe accroche vers 1173 le toponyme « Urfé » à son nom. Le premier château se compose d'une tour circulaire dépourvu d'enceinte qui apparaît plus tard. L'édification de ce château s'inscrit dans la politique de la famille de Beaujeu qui cherche à nouer des alliances dans le nord du comté.
Le comte Guigues II de Forez s'en inquiéta et mit un terme aux ambitions de la famille de Beaujeu dans le nord du comté pour un temps, avec l'assistance de son fils Renaud de Forez, archevêque de Lyon. De 1219 à 1222, le conflit reprit entre le comte Guigues IV de Forez et Humbert V de Beaujeu et ne prit fin qu'au début du XIVe siècle quand tous les seigneurs du comté se soumirent à l'autorité comtale. Durant cette période, la famille Raybe se scinda en deux : la branche aînée prit le nom d'Urfé et perdura jusqu'en 1724, tandis que la branche cadette pris le nom de Saint-Marcelle et perdura jusqu'à la fin du XVIe siècle.

## L'évolution architecturale du château

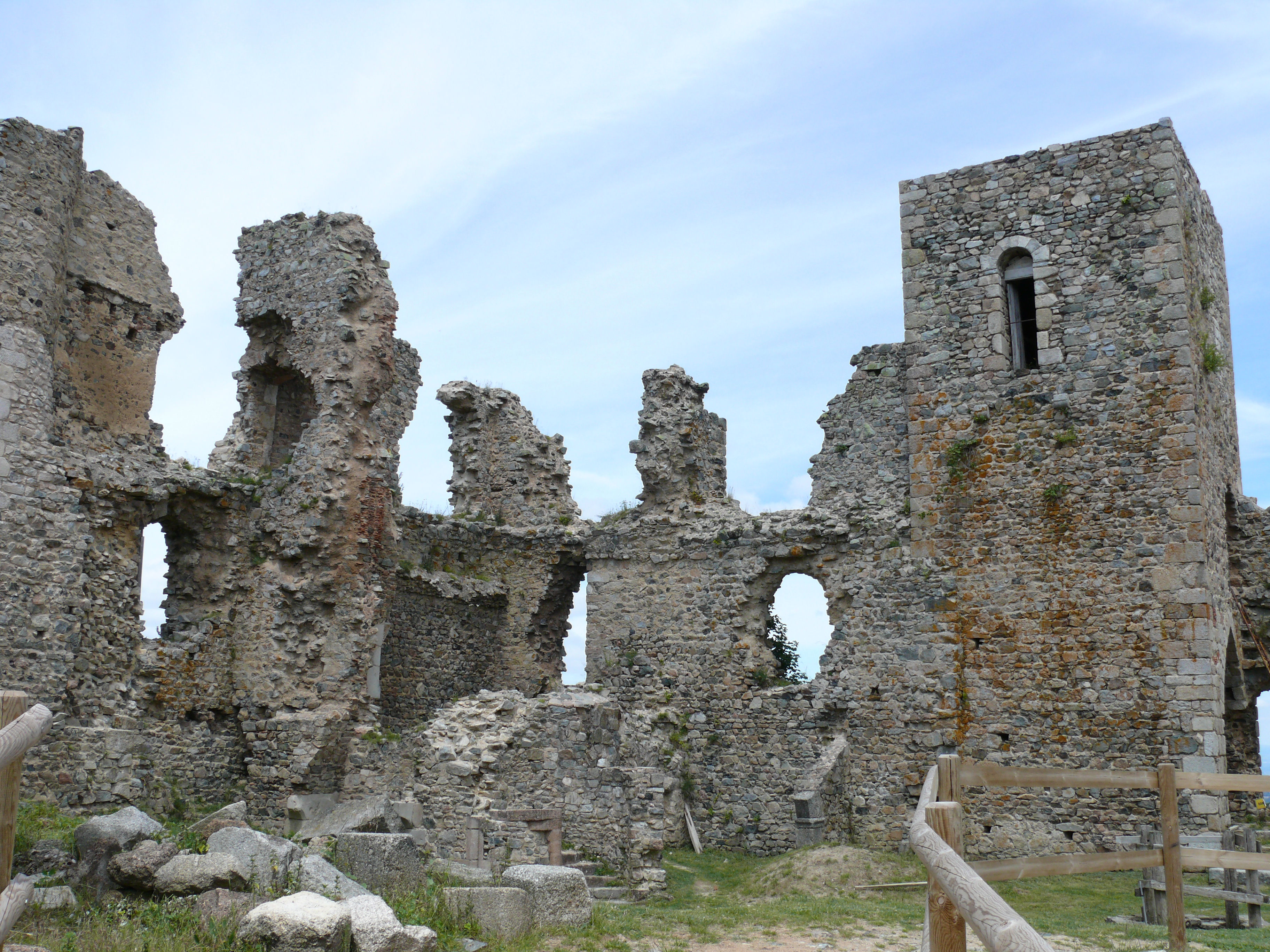
Cour haute du château d'Urfé, à droite la « Grand-Tour » qui protège une porte fortifiée.

A la suite de l'édification de la première tour, embryon du premier château, de nouvelles constructions ont été faites, mais aucun document ni plan ne permet de connaître les évolutions successives du château. Il est probable que le tracé des murailles du château était à peu près le même que celui visible aujourd'hui. Le château a un aspect trapézoïdal et une surface intérieure de 700 m2. L'enceinte construite au XIIe siècle était sûrement en bois, la cour devait abriter des constructions réduites utilitaires comme des écuries, une forge, une cuisine et un logis pour loger la garnison du château.
Au XIIIe siècle, le château doit être plus amplement fortifié car les autorités comtales le reconnaissent comme une menace sur le Roannais. Le seigneur d'Urfé, Arnoul V, rend hommage au comte mais ce dernier n'arrive pas à mettre la main sur le château ni sur celui de Couzan qui représente pour lui une menace.
C'est vers cette époque que doit être édifiée la Grand-Tour qui sert de tour-porche et défend l'une des deux entrées du château située sur la façade est. La Grand-Tour est construite sur trois niveaux et domine la cour du haut de ses 14,2 mètres. L'entrée de la porterie située au nord-ouest de la tour se caractérise par un porche en plein cintre surbaissé surplombé d'archères en quinconce, ce qui favorise une défense au pied de la tour. Le passage voûté menant à la cour était fermé par deux portes à deux vantaux. Les niveaux de la tour étaient autrefois divisés par des planchers en bois, ils sont aujourd'hui en pierre. La courtine nord-est ou ce trouve la « Tour de la Chambre du coin » a une épaisseur variant de 1,32 m à 1,45 m et permet d'avoir un large panorama sur la vallée en contrebas. Cette courtine permet de surveiller les allées et venues vers les deux entrées du château, l'une au niveau de la « Grand-Tour », l'autre au niveau de la « Petite Tour » située au sud-est et protégée par un pont-levis aujourd'hui disparu. La courtine nord s'étend jusqu'à la « Tour rouge » qui abrite deux corps d'habitation. Le donjon au sud-ouest attaché au logis seigneurial apparaît comme une simple tour au fur et à mesure des évolutions du château. À l'angle de la courtine sud-ouest ont été mis au jour en 1989 deux fours indiquant qu'à cet endroit se trouvaient les cuisines du château. Au centre de la cour, se trouve une citerne qui servait à l'usage domestique du château. Au centre de la façade ouest se trouve la quatrième tour du château dite « Tour du canon » car ayant reçu des aménagements pour recevoir de l'artillerie.
À la suite de l'assassinat du seigneur Guichard, ses successeurs ne résident plus de façon permanente dans le château mais préfèrent résider dans leur château de La Bâtie. À la fin du XVIe siècle, Anne d'Urfé, le frère d'Honoré d'Urfé, transforme la vielle forteresse peu confortable en perçant de larges fenêtres toujours visibles notamment au niveau du logis. Ses héritiers n'y résident pas mais des réparations sont faites notamment en 1704 et 1737 et concernent principalement les toitures,. En 1766, le château est mis en vente et est acheté par le marquis de Simiane, puis revendu en 1781 à la famille de Meaux toujours propriétaire du château aujourd'hui. Le nouveau propriétaire Durand-Antoine de Meaux est guillotiné en 1793 à Feurs et le château est pillé, des murs sont abattus pour récupérer les pierres. En 1914, son descendant le baron Antoine de Meaux fait restaurer le donjon, mais le château est dégradé par les tempêtes et le vandalisme.

## La seigneurie d'Urfé

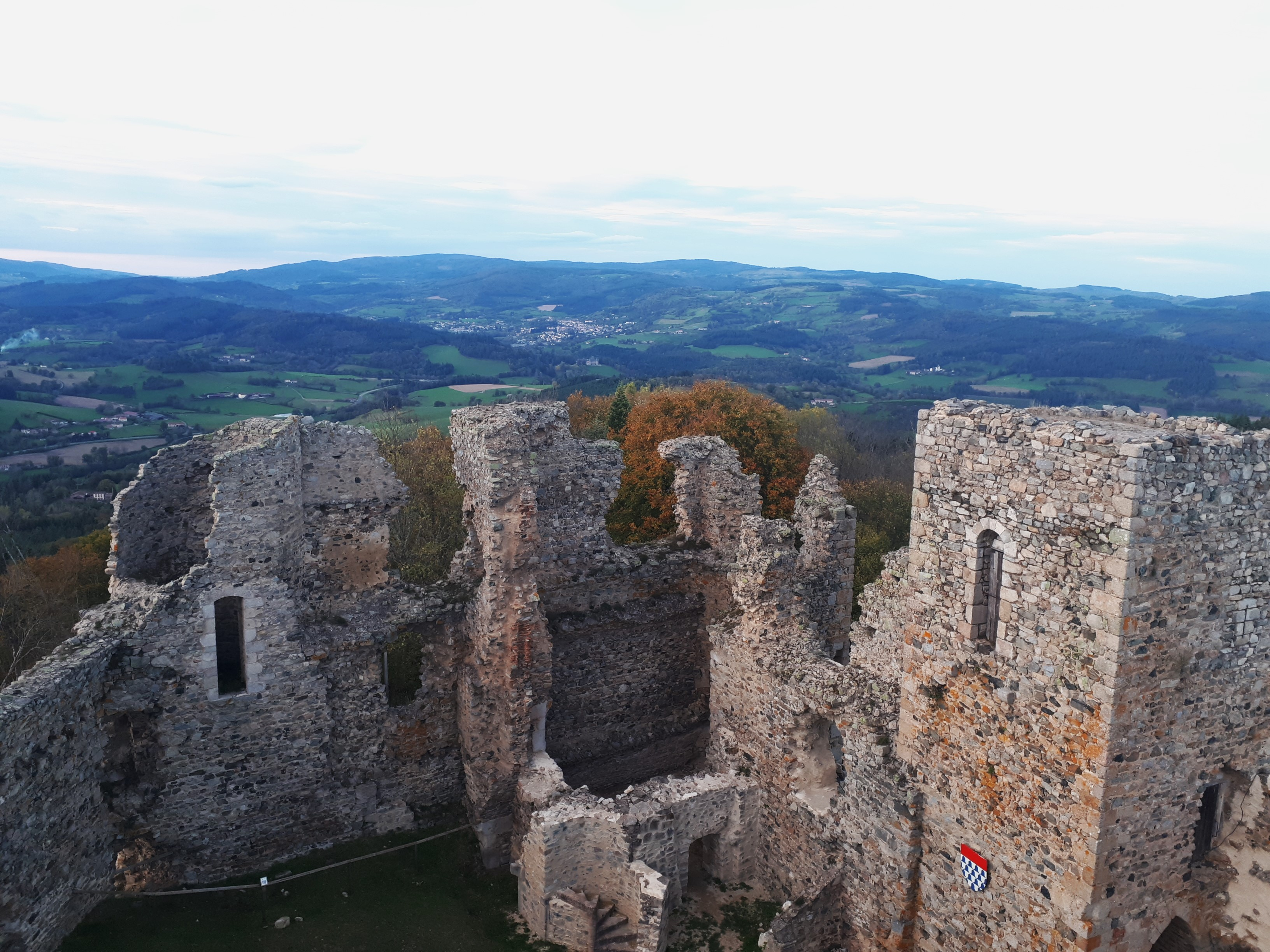
Vue depuis le donjon de la "Grand-Tour" et des ruines de la "Tour de la Chambre du coin".

En 1313, Arnoul VIII règle la question des limites des seigneuries d'Urfé et de Saint-Marcel. En 1315, il est signataire des Remontrances de la noblesse forézienne. L'année suivante, le comte Jean Ier de Forez lui rend l'ensemble de ses droits de haute-justice et juridiction sur Saint-Martin-Lestra et la Sauveté. Il est ensuite nommé bailli de Forez, soit bailli de Montbrison,. Son fils Arnoul IX est nommé à son tour bailli en 1346.
En 1358, Guichard d'Urfé devient seigneur, puis sénéchal de Quercy en 1390. Il rentre ensuite au service du duc d'Orléans Louis Ier en 1403 et est nommé capitaine du Roannais. C'est lui qui décide de l'édification du château actuel. Sans héritier, il désigne son neveu Arnoul X comme successeur. Son fils Pierre Ier devient chambellan du duc de Bourbon et comte de Forez Charles Ier de Bourbon puis de Charles VII vers 1440[Quoi ?]. Son fils Pierre II sert à la cour de Charles de Guyenne et adhère à la Ligue du Bien public, ses biens sont alors confisqués par le roi Louis XI,. Par le traité de Péronne en 1468, le roi lui pardonne mais n'annule pas la confiscation,. Quatre ans plus tard, le duc de Guyenne lui attribue une pension d'un montant de 1 000 livres en substitution d'une pension du duc de Bretagne François II.
Pierre II ne se soumit jamais au roi et il faut attendre sa mort et l'intervention de Pierre de Beaujeu, marié à la fille du roi et régente du royaume Anne de France, pour que la famille revienne en grâce auprès du roi,. Son fils entre au service de Charles VIII et est nommé grand-écuyer de France, conseiller et chambellan du roi, sénéchal de Beaucaire puis de Nîmes de 1484 à 1491. En 1494, il part pour l'Italie lors de la première guerre d'Italie. Il a un fils nommé Claude. Le château est laissé à l'abandon à la fin du XVIIIe siècle du fait des événements révolutionnaires et sert de carrière de pierres.

## Galerie

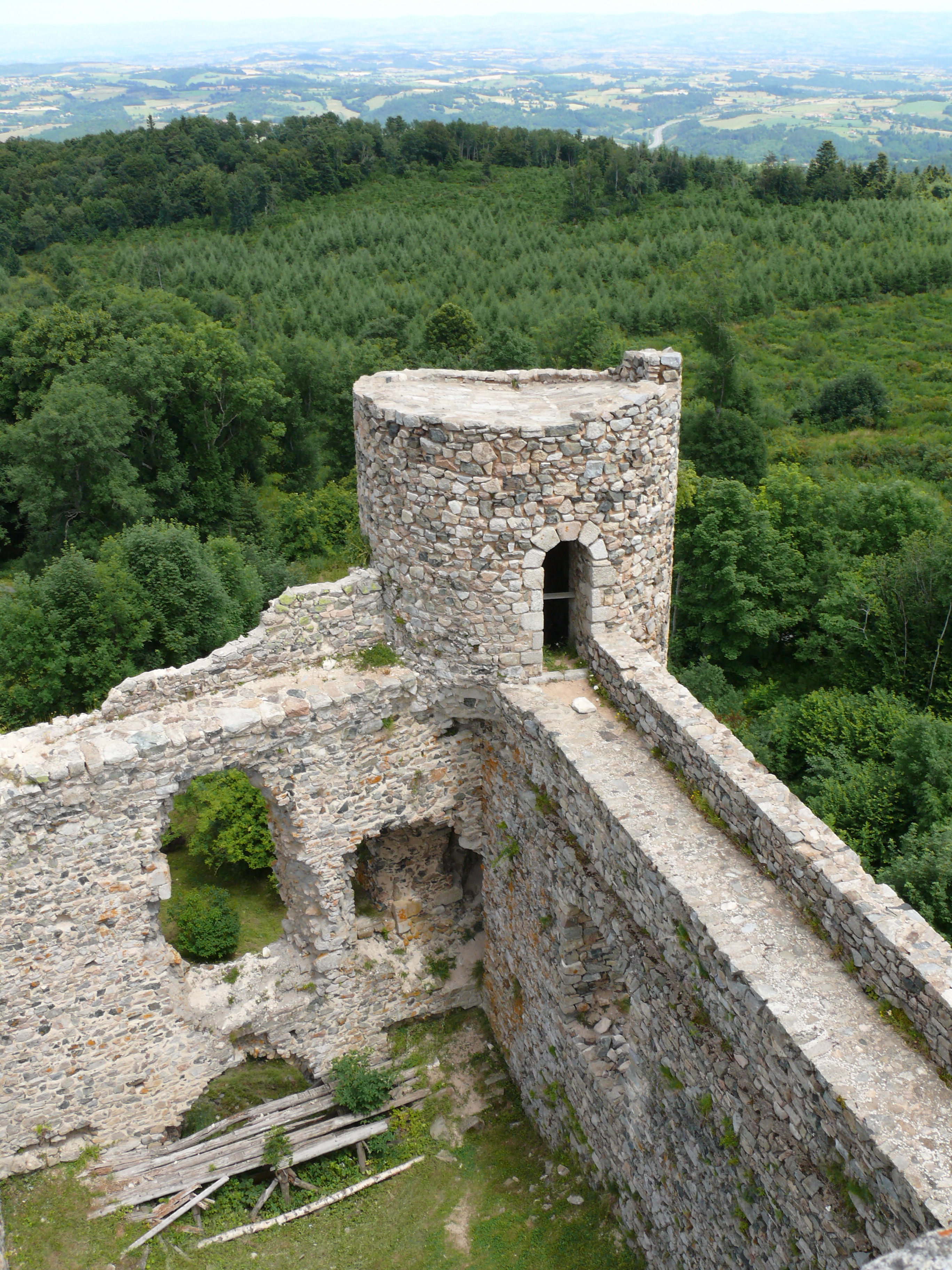
Vue depuis le donjon sur la « Petite Tour » et sur la partie est du logis seigneurial.
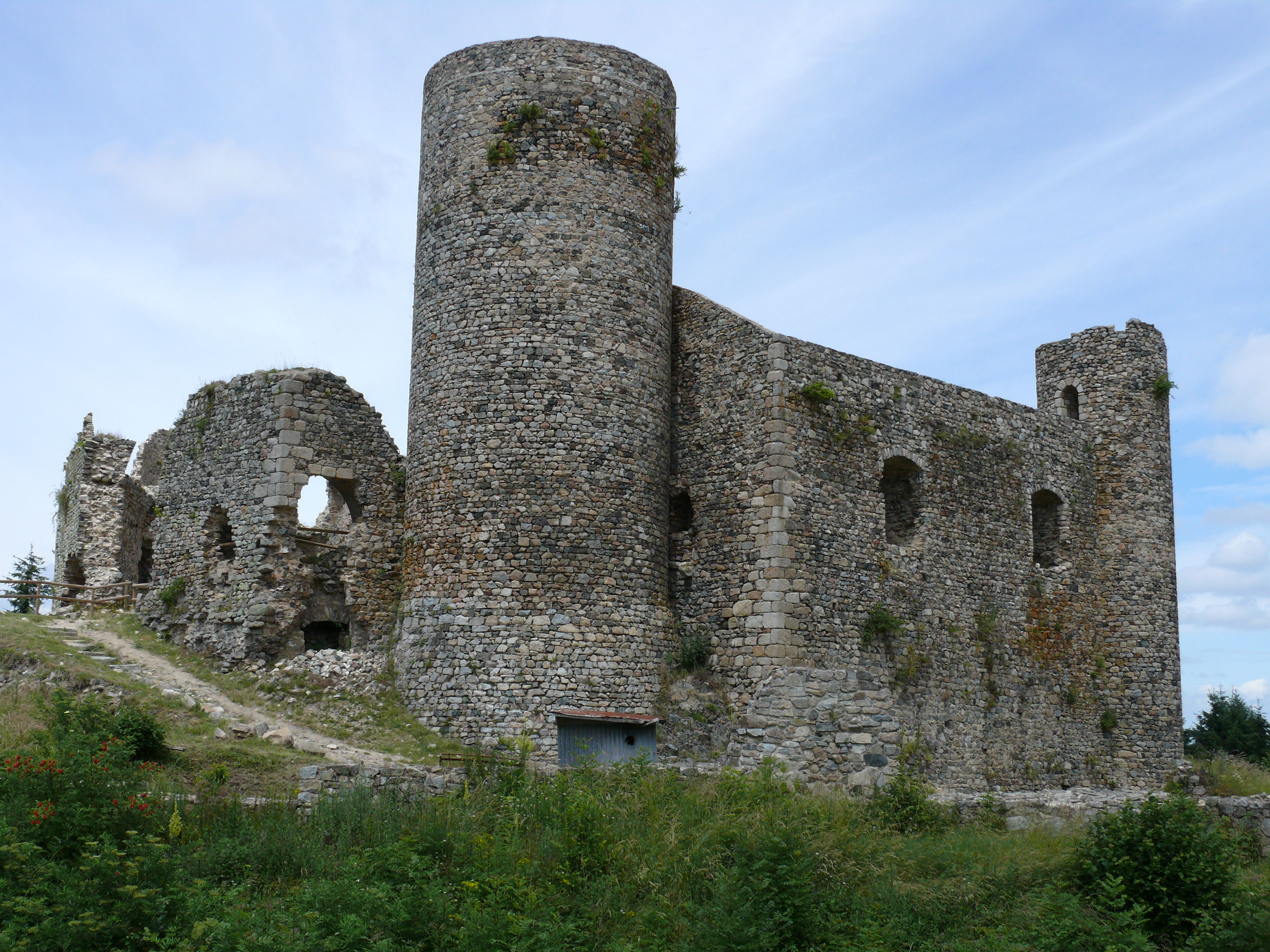
Façade sud et ouest du château.
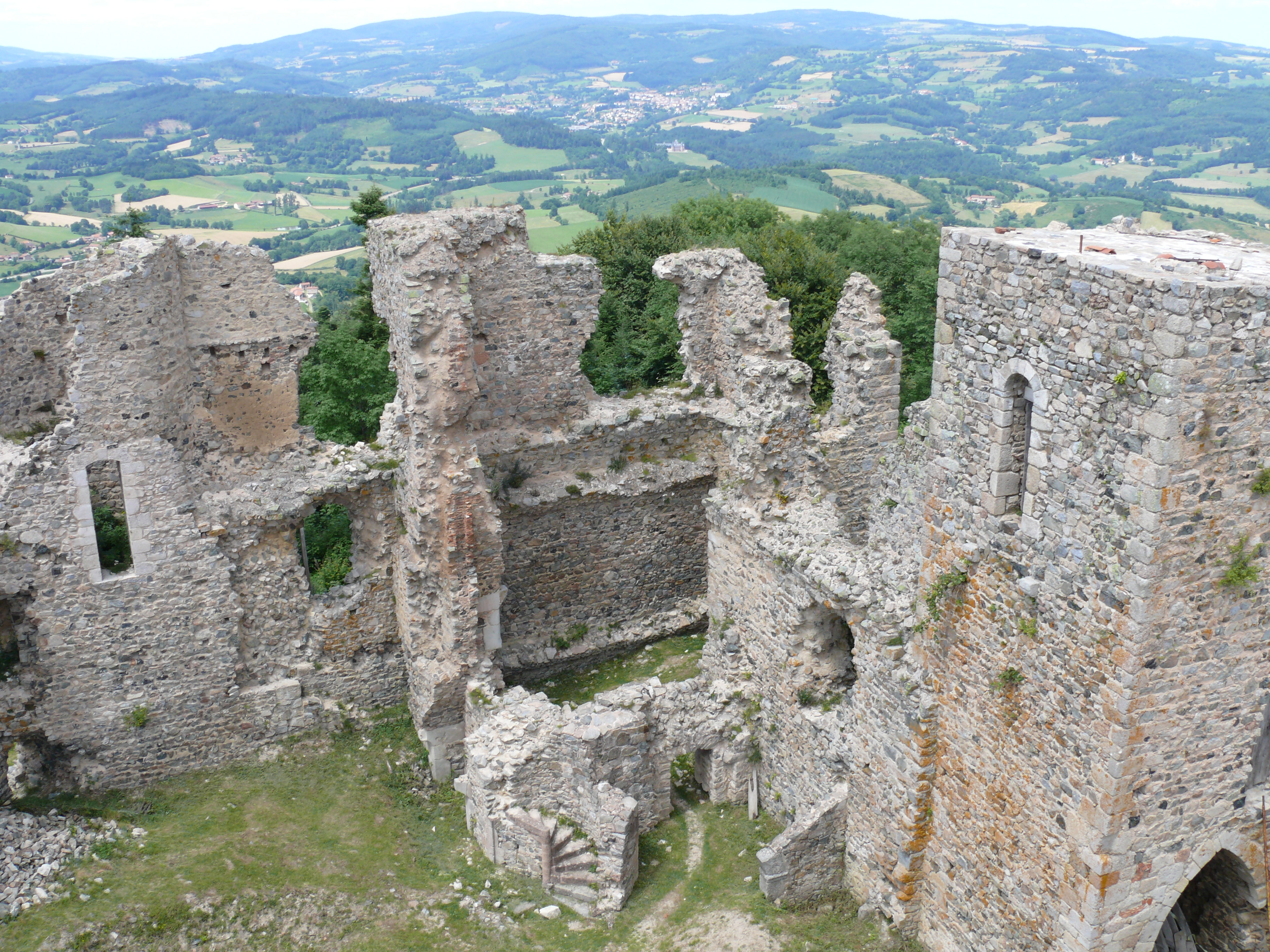
Cour haute, « Grand-Tour » et « Tour de la Chambre du coin ».